# Félicia Ballanger
Félicia Ballanger (nascida em 12 de junho de 1971) é uma ex-ciclista francesa.
Ballanger venceu o campeonato mundial na corrida de velocidade e 500 m contrarrelógio. Participou também de três edições dos Jogos Olímpicos (Barcelona 1992, Atlanta 1996 e Sydney 2000), conquistando três medalhas de ouro no ciclismo de pista.